# Centro Femenino Socialista
El Centro Femenino Socialista fue una agrupación femenina creada el 19 de abril de 1902 en Argentina por el Partido Socialista Argentino desarrollando actividades tanto sobre derechos laborales de las mujeres como referidas a los derechos políticos y civiles, entre ellos el derecho al voto.
Sus impulsoras eran por lo general maestras o las primeras profesionales universitarias. Entre los nombres destacan Fenia Chertkoff, Mariana Chertkoff , Adela Chertkoff, Raquel Messina, Teresa Mauli, Gabriela Laperriere, Carolina Muzzilli, Sara Justo, Cecilia Baldovino, Raquel Caamaña, Justa Burgos Meyer, Alicia Moreau de Justo.
El Centro agrupó dentro del partido a un conjunto de mujeres con experiencia en distintas iniciativas referidas a la educación y al perfeccionamiento y la mejora de la situación de las mujeres y los niños y niñas. Llevaron a cabo campañas a favor del divorcio, los derechos civiles de las mujeres y también apoyaron huelgas.
En el marco del V Congreso Ordinario del Partido Socialista celebrado el 8 y 9 de julio de 1903 el Centro Socialista Femenino presentó como propuestas para el programa reivindicaciones como la igualdad civil para ambos sexos, igualdad para hijos legítimos e ilegítimos, Ley de Divorcio e Investigación de la Paternidad. Fue uno de los más importantes propulsores del Primer Congreso Femenino sostenido por las mujeres universitarias en 1910.